# Gondal
Gondal là một thành phố và khu đô thị của quận Rajkot thuộc bang Gujarat, Ấn Độ.

## Địa lý
Gondal có vị trí 21°58′B 70°48′Đ / 21,97°B 70,8°Đ Nó có độ cao trung bình là 132 mét (433 feet).

## Nhân khẩu
Theo điều tra dân số năm 2001 của Ấn Độ, Gondal có dân số 95.991 người. Phái nam chiếm 52% tổng số dân và phái nữ chiếm 48%. Gondal có tỷ lệ 73% biết đọc biết viết, cao hơn tỷ lệ trung bình toàn quốc là 59,5%: tỷ lệ cho phái nam là 78%, và tỷ lệ cho phái nữ là 68%. Tại Gondal, 11% dân số nhỏ hơn 6 tuổi.